# Gastón Barral
Gastón Germán Barral  (Junín, provincia de Buenos Aires, 4 de noviembre de 1969 - Buenos Aires, 21 de enero del 2014) fue un actor, músico y cantante de tango y folclore argentino.

## Carrera
Barral fue un joven artista argentino nacido en la ciudad de Junín, donde desde muy chico estuvo inspirado en el canto. Con padres fallecidos y un hermano, comenzó en Radio jugando en 1988 conducido por el periodista y locutor Raúl Ganci y Pablo Rodríguez.
Durante años estuvo en los estudios LT 20 de Radio Junín, donde hace más de 20 años condujo diferentes programas radiales, dentro de los cuales se destacó Chicorama, una propuesta en la que participaron chicos de entre 8 y 10 años.
Uno de los famosos cantautores que le dio una mano en su carrera fue el Paz Martínez. Lo dirigió Rubén Aguilera en una importante grabación.
Llegado a capital federal debuta en el popular programa infantil Margarito Tereré. Si bien no fue un personaje públicamente conocido brilló en numerosos programas y festivales musicales en las que interpretó numerosos tangos y temas tradicionales. Se lució en Cosquín 2010 donde fue presentado por Julio Márbiz, y en donde interpreta los temas como El arriero va y Yo vendo unos ojos negros quien me los quiere comprar. También se presentó en Baradero.
Fue el ahijado artístico de la destacada cantora española Carmen Flores, quién lo ayudó para conseguir presentaciones en recitales y eventos culturales.
Participó en los espectáculos:
- Tango x Tango,  junto a la prestigiosa coreógrafa y bailarina Verónica Salmerón, y bajo la dirección musical de Matías López Gallese.[3]
- Amada Mía.
- La Risa y el Canto, un espectáculo teatral y musical interpretado por Rudy Chernicoff; con el acompañamiento en piano de Adrián Oranel.[4]
- Melodías de arrabal.

Estuvo en el Festival folclórico, en Esteban Echeverría, en Buenos Aires, junto con Jorge Clausen y el Ballet Las Trincheras.
Además de desempeñarse como cantor ocupó un cargo sindical en los últimos años al ser secretario de cultura de la fundación UOCRA (Unión Obrera de la Construcción de la República Argentina), gremio que cuenta con la sala de teatro Hugo del Carril que el juninense también manejaba.
Fue uno de los principales impulsores del proyecto de ley para la creación de un instituto de fomento de la cultura popular argentina y referente de la Mesa Intersindical de Cultura "Néstor Kirchner" de la CGT.
Barral también se desempeñaba como director de Los Obreros Musiqueros, un grupo musical de folclore íntimamente relacionado con su actividad cultural en UOCRA, donde sus integrantes usan indumentaria propia de la labor, incluyendo los cascos amarillos.

## Crimen
Barral fue asesinado el 21 de enero de 2014 en el piso 7.º “B”  de su departamento ubicado en el barrio de Palermo, específicamente en calle Godoy Cruz al 2771. Durante un aparente "delivery sexual", Gastón fue atacado, atado de pies y manos y amordazado. Le asestaron varias puñaladas en el pecho y luego fue estrangulado con una prenda de vestir entre las 00.00 y las 03.00 h. Su cuerpo semidesnudo fue encontrado por la portera boca arriba en el living a las 10 aproximadamente, con varios golpes en el rostro. Las puertas y ventanas no estaban violentadas por lo que supusieron que el agresor entró como acompañante de alguien o bien era conocido por la víctima. En junio de 2013 había sido desvalijado por un hombre con el que mantuvo un encuentro sexual ocasional, tras ser encerrado en el baño. Tenía 43 años.